# Palazzo dell'università (Kiev)
Il Palazzo dell'università di Kiev (in ucraino Червоний корпус Київського університету?, Červonyj korpus Kyïvs'koho universytetu; lett. "Edificio rosso dell'Università di Kiev") è il principale edificio dell'Università nazionale Taras Ševčenko di Kiev, situato in via Volodymyrska 60 a Kiev.
Fu costruito dal 1837 al 1843 in stile tardo classicista dall'architetto di origini italiane Vincenzo Beretti che all'epoca lavorava per l'Impero russo.

Caratteristica principale dell'edificio sono le pareti dipinte di rosso, di questo colore per decisione di Nicola I di Russia che le voleva dello stesso colore di quelle del Palazzo d'Inverno, mentre i capitelli e le basi delle colonne sono di colore nero.

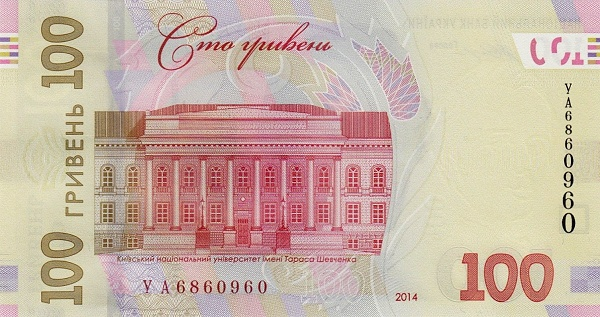
L'edificio raffigurato sul retro della banconota da 100 grivnia

Nel marzo 2015 la Banca Nazionale dell'Ucraina ha utilizzato l'immagine dell'edificio sul verso della banconota da 100 grivna.